# Байдиково
Байдиково — деревня в Ступинском районе Московской области в составе Городского поселения Жилёво (до 2006 года — входила в Новоселковский сельский округ). На 2016 год Байдиково, фактически, дачный посёлок: при 22 жителях в деревне 4 улицы и 6 садовых товариществ. Впервые в исторических документах, как сельцо Байдиково упоминается в 1577 году.

## Население
| 2002 | 2006 | 2010 |
| ---- | ---- | ---- |
| 4    | →4   | ↗22  |

Байдиково расположено в центральной части района, у истоков реки Дубровка, левого притока реки Каширка, высота центра деревни над уровнем моря — 162 м. Ближайший населённый пункт Ивановское — примерно в 0,5 км на юго-запад.